# Eduardo Caballero Calderón
Eduardo Caballero Calderón (Bogotà, Colòmbia, 6 de març de 1910 - 3 d'abril de 1993) fou un reconegut escriptor, periodista i diplomàtic colombià.

## Biografia
Caballero Calderón fou novel·lista, periodista, assagista, diplomàtic i polític colombià dotat d'una prosa fàcil i diàfana, que es va vincular al periodisme el 1938 i durant anys va utilitzar el pseudònim de Swann. Era fill del polític i militar Lucas Caballero Barrera; germà de l'escriptor i periodista Lucas Caballero Calderón, també conegut com a Klim; i pare del pintor Luis Caballero Holguín, del periodista Antonio Caballero Holguín i de l'escriptora Beatriz Caballero Holguín, els quals es van aprofitar en la seva formació de les experiències diplomàtiques del seu pare a Madrid (1946-1948) i a París (1962-1968). Va estudiar al col·legi Gimnasio Moderno de Bogotà, on va fundar la revista El Aguilucho, primera publicació escolar a l'Amèrica Llatina.
El primer diari de renom on va escriure oficialment va ser El Espectador, però poc temps després es va vincular a El Tiempo, a on es va fer càrrec d'una columna durant gairebé tota la seva vida, columna que signava sota el pseudònim de Swann, i que el va portar a dirigir, anys després, el suplement literari del diari. Caballero Calderón sempre va ser identificat per la seva rigidesa i el seu domini de la tècnica a l'hora d'escriure. El seu estil impecable, en el qual predomina l'assaig com el seu gènere de preferència, el porta a esmentar, en les seves obres, les seves experiències com a polític i diplomàtic. Va exercir càrrecs diplomàtics a Lima, Madrid, Buenos Aires i París; va ser ambaixador de Colòmbia davant la UNESCO; diputat de les assemblees del departament de Boyacá i Cundinamarca; representant a la Cambra i primer alcalde i fundador de Tipacoque, Boyacá.
En la seva novel·la El Cristo de espaldas, considerada una de les millors de la literatura colombiana, combina amb mestria una prosa fluïda i eficient amb profundes reflexions filosòfiques sobre la destinació i la rebel·lia de l'home davant aquest destí aparentment ja traçat. El 1965 va guanyar el Premi Nadal amb la novel·la El buen salvaje.

## Obres

### Novel·les
- El arte de vivir sin soñar (1943)
- El Cristo de espaldas (1950)
- Siervo sin tierra (1954)
- La penúltima hora (1960)
- Manuel Pacho (1962)
- El buen salvaje (1966)
- Cain (1968)
- Azote de sapo (1975)
- Historia de dos hermanos (1977)

### Contes
- El cuento que no se puede contar y otros cuentos (1981)

### Literatura infantil
- La historia en cuentos (1953) [quatre volums: Ⅰ (Los hijos del sol; El pastor de puercos; La traición de Francisquillo); Ⅱ (El almirante niño ; El rey de Roma; El caballito de Bolívar); Ⅲ (Todo por un florero; El corneta llanero; El zapatero soldado); Ⅳ (La estrella de Ismael; La hija de Jairo; La pasión según la hija de Jairo)
- Bolívar : una historia que parece un cuento (1983)

### Assaig, crònica, periodisme i una altra prosa de no-ficció
- Caminos subterráneos : ensayo de interpretación del paisaje (1936)
- Tipacoque, estampas de provincia (1940)
- Suramérica tierra del hombre (1942)
- Latinoamérica : un mundo por hacer (1944)
- El nuevo príncipe: ensayo sobre las malas pasiones (1945)
- Breviario del Quijote (1947)
- Cartas colombianas (1949)
- Ancha es Castilla (1950)
- Diario de Tipacoque (1950)
- Americanos y europeos (1956)
- Historia privada de los colombianos (1960)
- Los campesinos (1962)
- Tipacoque de ayer a hoy (1979)
- Hablamientos y pensadurias (1979)

### Memòries
- Memorias infantiles (1964)
- Yo, el alcalde: soñar un pueblo para después gobernarlo (1972)

## Premis
- 1965: Premi Nadal de novel·la per El buen salvaje